# Русалонька (фільм, 1976)
«Русалонька» (рос. Русалочка) — радянсько-болгарський казково-фентезійний фільм Володимира Бичкова за мотивами однойменної казки Ганса Крістіана Андерсена, знятий у 1976 році на кіностудії ім. М.  Горького.

## Сюжет
Картина присвячена пам'яті данського письменника Ганса Крістіана Андерсена та створена за мотивами однієї з найкращих його казок. 
Юна Русалонька закохалася в Принца, якого вона врятувала під час шторму. Заради цього кохання Русалонька пожертвувала багато чим: вона не побоялася залишити свій будинок і уклала угоду зі злою чаклункою. Чаклунка, використовуючи різні магічні закляття, в обмін на прекрасне волосся Русалоньки створила їй замість риб'ячого хвоста людські ноги й зробила так, щоб Русалонька змогла ходити та жити на землі. Багато випробовувань довелося пережити Русалоньці заради того, щоб бути поряд із коханим. Але принц, так і не зрозумівши свого щастя, втрачає її назавжди…
У фільмі є окремі розбіжності з казкою Андерсена: чаклунка не забирає у русалоньки голос, тож русалонька може говорити; крім того, вона не гине після розлучення з принцом, а отримує безсмертя. Пом'якшення окремих сюжетних ходів робить історію менш драматичною.

## У ролях

### Пролог й епілог
- Вікторія Новикова — дівчина в диліжансі
- Валентин Нікулін — Ганс Крістіан Андерсен
- Галина Артемова — одружена супутниця
- Юрій Сенкевич — одружений супутник
- Галина Волчек — вихователька дівчини
- Михайло Пуговкін — п'яний супутник

### Розповідь
- Вікторія Новикова — Русалонька
- Валентин Нікулін — Сульпітіус
- Галина Артемова — принцеса
- Юрій Сенкевич — принц Антуан
- Галина Волчек — шинкарка / відьма
- Стефан Ільєв — лицар Адальберт Грінлі Рейнольд Марндельський
- Михайло Пуговкін — Губатий
- Світлана Мойсеєнко — фрейліна Жаклін
- Маргарита Чудінова — фрейліна Леонела
- Стефан Пейчев — рибалка
- Михайло Янушкевич — розбійник

### В епізодах
- Андрій Файт
- Юлій Файт
- Борис Бреєв
- В'ячеслав Бутенко
- Володимир Бичков
- Юрій Відманкін
- Іван Гайдарджієв
- В. Лютиков
- А. Марков
- Іван Манов
- Артур Нищенкін — сліпець
- Сергій Николаєв — пекар
- Лев Потьомкін

## Знімальна група
- Автор сценарію: Віктор Виткович, Григорій Ягдфельд
- Режисер-постановник: Володимир Бичков
- Оператор-постановник: Єміл Вагенщайн
- Художник-постановник: Костянтин Загорський, арх. Богоя Сапунджієв
- Композитор: Євген Крилатов
- Дирижер: Д. Штильман
- Текст пісень: Белла Ахмадуліна, Юрій Ентін
- Монтажерка: Г. Садовникова
- Директори картини: Роман Конбрандт, Іван Кордов